# Gmina Albertslund
Gmina Albertslund (duń. Albertslund Kommune) jest jedną z gmin w Danii w Regionie Stołecznym (uprzednio w okręgu Kopenhagi (Københavns Amt)). Siedzibą władz gminy jest Albertslund. Gmina Albertslund została utworzona 1 kwietnia 1970 na mocy reformy podziału administracyjnego Danii, jej status został potwierdzony po kolejnej reformie w roku 2007.

## Dane liczbowe
- Liczba ludności: (♀ 14 118 + ♂ 14 028) = 28 146
  - wiek 0-6: 8,9%
  - wiek 7-16: 14,7%
  - wiek 17-66: 68,3%
  - wiek 67+: 8,0%
- zagęszczenie ludności: 1223,7 osób/km²
- bezrobocie: 6,3% osób w wieku 17-66 lat
- cudzoziemcy z UE, Skandynawii i USA: 226 na 10.000 osób
- cudzoziemcy z krajów Trzeciego Świata: 846 na 10.000 osób
- liczba szkół podstawowych: 8 (liczba klas: 160)

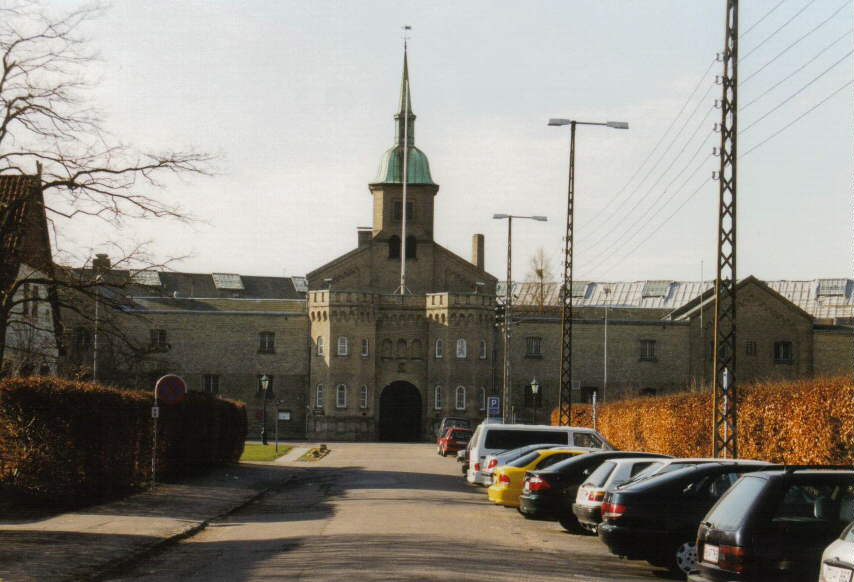
Więzienie w Albertslund – w tym miejscu rozpoczyna się większość filmów z serii Gang Olsena